# Шмидт, Сигурд Оттович
Си́гурд О́ттович Шмидт (Голосовкер; 15 апреля 1922, Москва — 22 мая 2013, там же) — советский и российский историк и краевед, специалист в области источниковедения и истории России XVI—XIX веков. Доктор исторических наук, профессор, академик РАО, иностранный член ПАН.

## Биография
Родился в семье известного учёного Отто Юльевича Шмидта и литературоведа Маргариты Эммануиловны Голосовкер (19 апреля 1889 года — 8 ноября 1955 года), впоследствии заведующей сектором художественной иллюстрации Института мировой литературы АН СССР; племянник философа Я. Э. Голосовкера, автора «Логики мифа», «Сожжённого романа» и «Сказания о титанах». Под влиянием матери и её брата, у Сигурда Оттовича сложился интерес к гуманитарной сфере, русской культуре и истории.
Всю жизнь с рождения Сигурд Оттович прожил в доме № 12 по Кривоарбатскому переулку и гордился этим. С. О. Шмидт был одним из крупнейших знатоков Арбата и Приарбатья. Этим местам посвящены многие его труды. На почве «арбатства» выросла его дружба с Булатом Окуджавой. Зная историю Арбата, Шмидт создал историко-культурный путеводитель по местности, имеющей уникальный статус для русской интеллигенции с пушкинских времён и до XX столетия.
С ноября 1941 по июль 1943 года находился в эвакуации в Ташкенте, где был студентом историко-филологического факультета Среднеазиатского университета. Окончил исторический факультет Московского университета в 1944 году. Работал под руководством академика Михаила Николаевича Тихомирова, а с февраля 1949 года сам начал преподавать в Московском историко-архивном институте. Ученики вспоминают об отеческом отношении Шмидта с первых лет преподавательской деятельности.
С 1956 года по совместительству работал в Институте истории АН СССР (ныне Институт российской истории РАН), с 2001 года — в Институте славяноведения РАН. Доктор исторических наук (1965), профессор (1970). В 1968—2002 годах являлся председателем Археографической комиссии Академии наук (Комиссии Института славяноведения РАН по археографии, архивоведению и смежным дисциплинам), в дальнейшем, до самой смерти, был её почётным председателем.
С 15 июня 1992 года — действительный член — учредитель Российской академии образования (Отделение образования и культуры), с 1997 года — иностранный член Польской академии наук. Советник РАН, почётный доктор РГГУ.
27 апреля 1990 года Шмидт был избран председателем Союза краеведов России; позднее — почётный председатель. Он неизменно руководил Всероссийскими краеведческими чтениями (последние из них, VII-е, состоялись в мае 2013 год), откликался на сотни просьб краеведов со всей России о помощи и поддержке, много писал и говорил о краеведении, подчёркивая, что без краеведения невозможно дальнейшее возрождение страны и развитие её культуры. Один из инициаторов составления и издания двух краеведческих альманахов «Арбатский архив» (1997, 2009).
Был членом Государственного совета при Президенте Российской Федерации по особо ценным объектам культурного наследия народов Российской Федерации, многих учёных и научных советов, редакционных коллегий, председателем Всероссийского общества краеведов, председателем жюри Анциферовской премии, ответственным редактором «Археографического ежегодника», «Московской энциклопедии», ряда периодических изданий. Являлся заместителем председателя редакционного совета библиотеки «История Москвы с древнейших времен до наших дней», руководителем Учебно-научного центра исторического краеведения и москвоведения, с 1949 года бессменно руководил студенческим научным кружком источниковедения отечественной истории.
Скончался 22 мая 2013 года. Похоронен на Введенском кладбище рядом с матерью (15 уч.).
11 сентября 2022 года по инициативе Российского исторического общества и фонда «История Отечества» на здании Историко-архивного института РГГУ была установлена мемориальная бронзовая доска в память С. О. Шмидта (скульптор Андрей Забалуев, архитектор Иорданка Дамянова-Воскресенская).

## Научная деятельность
Первые публикации С. О. Шмидта были посвящены эпохе Ивана Грозного, а затем «Избранной раде» и её лидеру А. Ф. Адашеву. В 1960-е годы историк перешёл к изучению Елизаветы Петровны, эпохи дворцовых переворотов XVIII столетия. В то же время он сформулировал новое определение исторического источника[уточнить].
В 1970-е годы Шмидт вёл огромную организаторскую работу как председатель Археографической комиссии (1968), а также как главный редактор «Археографического ежегодника» и «Сводного каталога славяно-русских рукописных книг, хранящихся в СССР».
В 1980-е годы учёный занимается методологией истории, проблематикой исследования и сохранения русской культуры, краеведческих исследований, семейной истории, некрополистики. Параллельно исследовал исторические сюжеты в творчестве А. С. Пушкина, московские страницы биографии поэта.
В 1990-е годы вышли работы Шмидта об Арбате, а в связи с 850-летием Москвы он руководил изданием учебно-методического комплекса «Москвоведение» (выпущен Издательским центром «Москвоведение», возглавляемым В. Ф. Козловым, и награждён Государственной премией РФ). На рубеже XX—XXI веков Шмидт размышлял гуманистическом значении истории и краеведения, рассматривая с этих позиций и деятельность Н. М. Карамзина, В. О. Ключевского, С. Ф. Платонова. Он систематизировал наследие своего учителя М. Н. Тихомирова по москвоведению и краеведению. Начиная с 1994 года были изданы книги о В. А. Жуковском, об антинаучной концепции А. Т. Фоменко, подготовлена обширная монография, посвящённая О. Ю. Шмидту.
С 2000 года Шмидт руководил проектом «Московская энциклопедия», который сам называл «первый московский биографический словарь»: в пятитомник вошли биографии около 12 тысяч лиц, а затем под руководством Сигурда Оттовича началась работа над 6-й, дополнительной книгой энциклопедии. Заместитель главного редактора А. И. Музыкантский говорил: «Складывается впечатление, Сигурд Оттович почти всех персонажей знал лично», поскольку он образно характеризовал их личность, внешность, манеру поведения. Действительно, Шмидт был лично знаком и встречался со многими фигурантами энциклопедии, а это деятели культуры (Тихомиров, С. В. Бахрушин, С. Б. Веселовский, А. Н. Толстой, Б. Ш. Окуджава и др.), советские руководители (И. В. Сталин, Л. Б. Каменев, Н. И. Ежов, А. И. Микоян и др.), прославленные полярники и летчики (В. П. Чкалов, И. Д. Папанин, М. Т. Слепнев и др.).
С. О. Шмидт как учёный разрабатывал и применял новаторские методы исследований, создав целые научные направления, на которые он ориентировал учеников, давая им возможность развивать открытые пути — исследовать источники, впервые введённые в научный оборот, заниматься изучением историографического наследия учёных прошлого, исследовать проблематики и совершенствовать методики, также впервые им созданные.
Подобно знаменитому Ключевскому, С. О. Шмидт формулировал афоризмы:
- «Источник — это все, что источает информацию, полезную для историка».
- «Краеведение — это всегда краелюбие».

К концу жизни он стал автором более 1000 научных публикаций (книг, сборников, статей, рецензий, отзывов, предисловий и др.) по истории культуры, историографии, археографии, архивоведению и др. Практически все работы были напечатаны на одной и той же машинке, ставшей легендой РГГУ (к 85-летию Сигурда Оттовича в университете была поставлена коротенькая юмористическая пьеса «Машинка Шмидта»).

## Преподавательская деятельность
С 1949 года С. О. Шмидт бессменно руководил в Историко-архивном институте студенческим научным кружком источниковедения отечественной истории, который стал, по определению академика Д. С. Лихачёва, «для многих его участников школой не только науки, но и гражданского поведения». Кружок, составившийся первоначально из непосредственных учеников С. О. Шмидта, со временем стал одним из сильнейших центров притяжения студентов других преподавателей, аккумулируя и обогащая всех его участников коллективным исследовательским опытом. Именно здесь сформировалась снискавшая широкое признание «школа Шмидта» — школа высокого класса источниковедческих исследований. Об кружке имеется обширная литература. Среди учеников Шмидта: члены-корреспонденты РАН В. И. Буганов и С. М. Каштанов; профессора С. В. Алексеев, А. А. Амосов, С. В. Журавлев, С. С. Илизаров, Т. В. Кузнецова,  И. В. Курукин, Я. В. Леонтьев, В. А. Муравьёв, Е. В. Старостин, С. Б. Филимонов, Е. Н. Швейковская; В. Ю. Афиани, И. Л. Беленький, С. Д. Воронин, В. И. Гальцов, А. В. Зайцев, А. Д. Зайцев, С. Е. Князьков, В. Ф. Козлов, М. П. Лукичев, А. В. Мельников, Б. Н. Морозов, В. В. Морозов, К. Е. Новохатский, А. В. Попов, Г. П. Присенко, Е. С. Сизов, В. Е. Туманов, С. В. Чирков, Л. И. Шохин, М. Ф. Шумейко, С. В. Шумихин, Л. А. Юзефович, итальянский историк Джузеппе Д’Амато и др.
За шесть десятилетий Шмидт создал в Историко-архивном институте школу источниковедения, которая действовала, как студенческий кружок. Учёный считал, что педагогическая работа важнее, чем исследовательская, поскольку печатные труды устаревают, а ученики продолжают начатое учителем. Шмидт очень любил и часто цитировал перефразированные слова поэта-фронтовика Евгения Винокурова: «Учитель, воспитай ученика, чтоб было, у кого потом учиться».

## Оценки деятельности
О Сигурде Оттовиче Шмидте отзывались как об известном исследователе-историке широкого плана, организаторе науки, воспитателе научной молодёжи, общественном деятеле, посвящающем много времени вопросам охраны памятников истории и культуры, рукописному документальному наследию.

Он лучший в наши дни знаток источников по истории России XVI века— академик Д. С. Лихачёв
.
«По широте научных интересов С. О. Шмидт мог сравниться с самыми разносторонними учеными прошлого — В. О. Ключевским, С. Ф. Платоновым, М. К. Любавским — и был, пожалуй, на голову выше всех своих современников, особенно в последние десятилетия жизни», — указывает один из учеников Шмидта, кандидат исторических наук, главный редактор историко-краеведческого альманаха «Подмосковный летописец» Сергей Шокарев.

## Основные работы
- Становление российского самодержавства. Исследование социально-политической истории времени Ивана Грозного. — М.: Мысль, 1973. — 358 с.
- Российское государство в середине XVI столетия: Царский архив и лицевые летописи времени Ивана Грозного. — М.: Наука, 1984. — 277 с.
- Археография. Архивоведение. Памятниковедение. Сборник статей. — М.: Изд-во РГГУ, 1997. — 362 с.
- Путь историка: избранные труды по источниковедению и историографии. — М.: Изд-во РГГУ, 1997. — 612 с.
- Россия Ивана Грозного. — М.: Наука, 1999. — 556 с.
- Общественное самосознание российского благородного сословия: XVII — первая треть XIX в. — М.: Наука, 2002. — 363 с.
- «Феномен Фоменко» в контексте изучения современного общественного исторического сознания Архивная копия от 30 сентября 2007 на Wayback Machine. — М.: Наука, 2005. — 71 с.
- Памятники письменности в культуре познания истории России
  - Т. 1: Допетровская Русь. Кн. 1. — М.: Языки славянской культуры, 2007. — 480 с.
  - Т. 1: Допетровская Русь. Кн. 2. — М.: Языки славянской культуры, 2008. — 406 с.
  - Т. 2. Кн. 1. От Карамзина до «арбатства» Окуджавы. — М.: Языки славянской культуры, 2009. — 576 с.
  - Т. 2. Двадцатое столетие. Кн. 2. — М.: Языки славянских культур, 2012. — 496 с. ISBN 978-5-9551-0464-5
- Историк С. Ф. Платонов — учёный и педагог (К 150-летию со дня рождения). — М., 2010. — 147 с.
- Московский историк Михаил Николаевич Тихомиров. Тихомировские традиции — М.: Языки славянских культур, 2012. — 464 с.
- История Москвы и проблемы москвоведения. М., 2013. Кн. 1-2.

Статьи
- Шмидт С. О. О критериях оценки исторических памятников // Вопросы научного атеизма. Вып. 20. Актуальные проблемы истории атеизма и религии / Редкол. А. Ф. Окулов (отв. ред.); Акад. обществ. наук ЦК КПСС. Ин-т научного атеизма. — М.: Мысль, 1976. — С. 88—103. — 327 с. — 19 200 экз.
- О классификации исторических источников Архивная копия от 4 марта 2016 на Wayback Machine // Вспомогательные исторические дисциплины. — Вып. 16. — Л., 1985. — С. 3-24.
- Н. М. Карамзин и его «История государства Российского» // Об истории государства Российского / Н. М. Карамзин. — М.: Просвещение, 1990. -) С. 324—364.
- Учитель об учениках (к 60-летию В. И. Гальцова и С. Б. Филимонова) // Отечественные архивы. 2007. № 2. C. 84-87.

## Награды
- Орден Почёта (6 октября 1997 года) — за большой вклад в укрепление экономики, развитие социальной сферы и в связи с 850-летием основания Москвы[17]
- Медаль Пушкина (4 июня 1999 года) — в ознаменование 200-летия со дня рождения А. С. Пушкина, за заслуги в области культуры, просвещения, литературы и искусства[18]
- Заслуженный деятель науки РСФСР (1989 год)
- Лауреат премии Правительства Российской Федерации в области образования (26 августа 1999 года) — за разработку концепции развития и совершенствования курса москвоведения в средних учебных заведениях г. Москвы[19],
- Знак отличия «За заслуги перед Москвой» (12 апреля 2007 года) — за большой личный вклад в изучение и пропаганду исторического и культурного наследия Москвы, многолетнюю плодотворную педагогическую деятельность[20].
- Почётная грамота Правительства Москвы (4 апреля 2002 года) — за  многолетнюю плодотворную научно-педагогическую и организаторскую деятельность в области истории, культуры и книгоиздания столицы и в связи с 80-летием со дня рождения[21]
- Лауреат Макариевской премии «за выдающийся вклад в развитие отечественной исторической науки» (2003 год).
- Лауреат премии «Триумф» в номинации «Гуманитарные науки» (2009)[22].